# Wappinger (Volk)

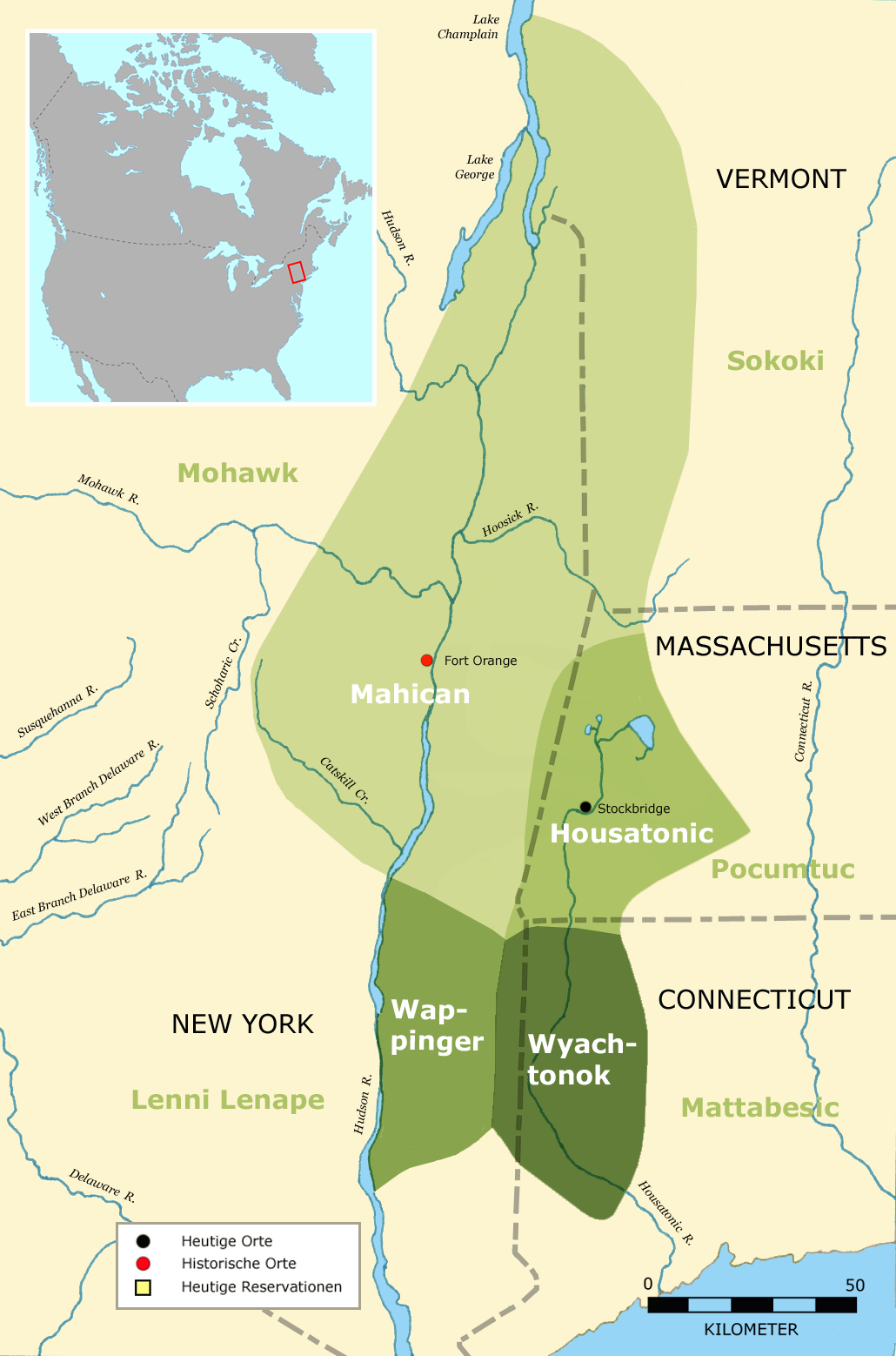
Traditionelle Wohngebiete der Wappinger um 1600.

Die Wappinger oder Wappani waren eine Gruppe von Indianerstämmen, die sich im Wappinger-Krieg zu einer Konföderation zusammengeschlossen hatten. Ihr traditionelles Wohngebiet erstreckte sich östlich des Hudson Rivers im südlichen Bundesstaat New York bis zur Grenze von Connecticut.

## Demografie
Zu Beginn des 17. Jahrhunderts gab es rund 8000 Wappinger, die sich auf ungefähr 18 Stämme und 30 Dörfer verteilten. Von Europäern eingeschleppte Krankheiten, besonders Pockenepidemien in den Jahren 1633 bis 1635 und 1692, ließen die Stämme am Ende des Jahrhunderts auf 10 Prozent ihrer Bevölkerungszahl schrumpfen. Auch Kriege trugen zum Bevölkerungsverlust bei, besonders der verheerende Wappinger-Krieg (1643–1645) gegen die Niederländer, in dem sie mindestens 1600 Stammesangehörige verloren. Zu Beginn des 18. Jahrhunderts gab es nur noch wenige Hundert Wappinger im unteren Hudsontal, die jedoch um 1760 fast alle verschwunden waren. Sie waren zu den Mahican in Stockbridge, den Irokesen in New York oder den Lenni Lenape in Pennsylvania gezogen. Mögliche Nachkommen der Wappinger sind die Ramapough Mountain Indians im nördlichen New Jersey, die aus einer Mischung von Resten der Munsee, Mattabesic, Wappinger und anderer Gruppen bestehen und rund 2500 Stammesmitglieder haben.

## Name und Sprache
Wappinger bedeutet in der Algonkin-Sprache Ostländer und bezog sich auf alle Angehörigen der verwandten und lose verbündeten Gruppen der Wappinger-Konföderation; ursprünglich war es der Name eines einzelnen kleinen Stammes östlich des Hudson Rivers bei Poughkeepsie. Für die Wappinger gibt es eine große Anzahl Synonyme, so zum Beispiel Wappinck, Wapping, Wappingo, Wawping, aber auch Highland Indians, Opine und Pompton. Ihre heute ausgestorbene Sprache war ein Quiripi genannter Algonkin-Dialekt, der von den Mattabesic im westlichen Connecticut und den Metoac im westlichen und zentralen Long Island verstanden wurde.

## Gruppen der Wappinger
Die Wappinger unterteilten sich einst in folgende Gruppen oder Sachemships:
- Hammonasset (Mündung des Connecticut Rivers im heutigen Middlesex County, Connecticut)
- Kitchawank (auch Kitchawong, nördliches Westchester County, New York)

Dörfer: Kitchawank, Sackhoe und Senasqua
- Massaco (entlang des Farmington River in Connecticut)
- Mattabesic (auch Mattabesset, Mattabeseck im heutigen New Haven County, Connecticut)
- Menunkatuck (auch Menunkatuc, entlang der Küste im heutigen New Haven County, Connecticut)
- Nochpeem (nördliches Putnam und südliches Dutchess County, New York)

Dörfer: Canopus (Canpopus), Keskistkonk, Nochpeem und Pasquasheck
- Paugussett (entlang des Housatonic River im heutigen östlichen Fairfield County, Connecticut und westlichen New Haven County, Connecticut)
- Podunk (östlich des Connecticut River im heutigen östlichen Hartford County, Connecticut)
- Poquonock (westliches Hartford County, Connecticut)
- Quinnipiac (auch Quiripi, in der Mitte des heutigen New Haven County, Connecticut)
- Rechgawawanc (auch Recgawawanc, Reckgawawank, lebten entlang des Spuyten Duyvil Creek im heutigen Manhattan sowie des Hudson River in New York, an der Mündung der beiden Flüsse befand sich eine Insel, die sie als Handelszentrum namens Papparimamim nutzten)[2]
- Sicaog (im heutigen Hartford County, Connecticut)
- Sintsink (auch Sinsink, östlich des Hudson Rivers zwischen Tarrytown und Croton im heutigen Westchester County, New York)

Dörfer: Kestaubuinck und Ossingsing (Sin-Sing)
- Siwanoy (auch Sinanoy, entlang der Küste im heutigen Westchester County, New York sowie östlich von Norwalk im südwestlichen Fairfield County, Connecticut)

Dörfer: Cassacuhque, Noroaton (Roatan), Norwauke (Norwalk), Poningo und Sioascauk
- Tankiteke (auch Pachami, Pachany, westliches Fairfild County, Connecticut nordwärts bis ins östliche Dutchess County sowie Putnam County in New York)

Dörfer: Aspetuck, Mount Misery, Pahquioke, Saugatuck und Shippan
- Tunxis (südwestliches Hartford County, Connecticut)
- Wappinger (auch Waping oder Wappani, östlich des Hudson Rivers zwischen Wappinger Falls und Poughkeepsie im heutigen Dutchess County, New York)

Dörfer: Poughkeepsie und Waping
- Wechquaesgeek (auch Wecquaesgeek, Wiechquaeskeck, Wickquaskeek, wie auch Raritan, östlich des Hudson Rivers zwischen der Bronx und Tarrytown im heutigen südwestlichen Westchester County, New York)[1][3]

Dörfer: Alipkconk, Nappeckamak, Nipinichsen, Rechouwakie, Rechtauck (Rechgawawank, Reckawawana), Wecquaesgeek und Wysquaqua
Jedoch muss hierbei beachtet werden, dass die Stämme der Lenni Lenape (Delaware), Wappinger, Mahican, Mattabesic sowie der Westlichen Metoac alle den Östlichen Algonkin angehörten und somit kulturell als auch sprachlich sich von Außenstehenden kaum unterscheiden ließen.
Manche Historiker zählen die Manhattan, Nochpeem, Kichtawank, Rechgawawanc, Sintsink, Wechquaesgeek und Wappinger zu den Munsee (den sog. Nördlichen Delaware, einer Dialektgruppe der Lenni Lenape), die Hammonasset, Massaco, Menunkatuck, Paugussett, Podunk, Poquonock, Quinnipiac (auch Quiripi), Sicaog und Tunxis werden jedoch oft zu den Mattabesic gezählt.
Die Manhattan werden auch manchmal zu den Wappingern gezählt, während die Paugussett und Mattabesic oft als eigenständige Stämme oder Stammesgruppen angesehen werden.
Die Canarsee, Massapequa, Matinecock und Rockaway wiederum werden manchmal zu den Munsee oder Westlichen Metoac gezählt.

## Wappinger-Konföderation
Zusammen mit Stämmen der Munsee (der nördlichen Dialektgruppe der Lenni Lenape), westlichen und östlichen Metoac (besonders den Canarsee) und Stämmen der Mattabesic schlossen sich diese im 17. Jahrhundert zur sogenannten Wappinger-Konföderation zusammen. Im folgenden Wappinger-Krieg (1643–1645) (auch Gouverneur-Kiefts-Krieg) und im Pfirsich-Krieg (auch Peach Tree War) von 1655 kämpften die verbündeten Stämme gegen die Niederländer sowie deren mächtige Handelspartner, die zur Irokesen-Liga gehörenden Mohawk. Während des Wappinger-Krieges wurden mehr als 1.500 Wappinger getötet. Im folgenden Pfirsich-Krieg kamen schätzungsweise 100 weiße Siedler und 60 Wappinger um und die Beziehungen zwischen den Holländern und den Indianern blieben angespannt. Nach der Niederlage im Pfirsich-Krieg brach die Wappinger-Konföderation auseinander, viele der überlebenden Wappinger verließen ihre Heimat und schlossen sich benachbarten Stämmen wie den Munsee und Mahican an. Gruppen der einstigen Konföderation kämpften nochmals auf Seiten der Esopus, eines mächtigen Stammes der Munsee in den sog. Esopus-Kriegen von 1659 bis 1664.

## Lebensweise und Kultur
Wie ihre Nachbarn waren die Wappinger in kleine Einheiten aufgeteilt und wurden von einem Sachem geführt, dessen Macht jedoch sehr begrenzt war. Sein Einfluss reichte zumeist nur über wenige Dörfer, die jeweils einem Klanoberhaupt unterstanden und von denen der Stammesrat gebildet wurde. Eine Ausnahme bildeten Kriegszeiten, in denen ein Kriegshäuptling mit besonderen Machtbefugnissen für die Dauer des Konflikts gewählt wurde. Ein bevorzugtes Handelsgut der Wappinger war eine besondere Form von Wampum, die bei anderen Stämmen sehr begehrt war und später sogar von den Weißen als Zahlungsmittel akzeptiert wurde. Um Wampum wurden Kriege zwischen den Stämmen geführt und die Wappinger waren davon besonders betroffen. Außer ihren Dörfern besaßen sie mindestens zwei Festungen, in deren Schutz sie bei Bedrohung flüchten konnten.
Wie ihre Nachbarn betrieben die Wappinger Landwirtschaft. In der Umgebung der Dörfer wurden der Wald abgebrannt und die Bewohner legten Gärten zwischen den verkohlten Baumstümpfen an. Die Gärten waren gewöhnlich eher klein, aber durch Zwischenernten scheinen die Wappinger ausreichende Mengen an Nahrungsmitteln erzeugt zu haben, vorwiegend Mais, Bohnen, Squash (eine Kürbisart) und wahrscheinlich Sonnenblumen und Tabak. Gartenanbau war ganz sicher von großer Bedeutung und lag in erster Linie in den Händen der Frauen.
Im Frühling kamen ungeheure Schwärme von Heringen und Shads (Alosa sapidissima) den Hudson und seine Nebenflüsse hinauf. Die Männer verbrachten den größten Teil des Sommers mit Fischen und dem Sammeln großer Mengen von Süßwassermuscheln, indem sie ihre Einbäume und Rindenkanus benutzten oder an Fischreusen in den kleineren Flüssen arbeiteten. Ein großer Teil des Fangs wurde an Ort und Stelle als Wintervorrat getrocknet und geräuchert.
Nachdem die Ernte in gras- oder rindenbedeckten Gruben, von den Kolonisten „Indianerscheunen“ genannt, gelagert worden war, gingen kleine Männergruppen auf die Jagd. Im Herbst organisierte die Stämme gemeinsame Treibjagden, denen ein Hirschopfer-Ritual folgte. Im November verteilten sich die Wappinger-Familien in ihrem traditionellen Jagdgebiet und blieben dort bis zur Mitte des Winters. Danach kehrten sie in ihre Dörfer zurück, um an einem Bärenopfer-Ritual teilzunehmen. Im März gingen die Männer auf die Elchjagd. Pfeil und Bogen, Speere und eine Vielzahl an Fallen wurden bei der Jagd eingesetzt, die die Indianer sowohl mit Fleisch als auch mit Fellen für Kleidung versorgte. Die Jagdgebiete lagen in den Ausläufern der Bergketten entlang der Oberläufe der Flüsse und Bäche. Die Berge selbst wurden selten aufgesucht, da es in diesen Gebieten wenig Wild gab und die Indianer glaubten, sie seien möglicherweise von bösen Geistern bewohnt. Die Niederländer berichteten von der Sitte der Wappinger, die Tiere häufig mit den Innereien zu kochen, so dass sie für holländische Gäste ungenießbar waren – trotzdem haben viele von ihnen Wappingerfrauen geheiratet.
In den wärmeren Monaten lebten die Wappinger in den Sommerhäusern ihrer Dörfer und zogen im Winter in die Festungen. Der Hudson River diente als Transportweg und wurde von ihnen und den Mahican Mahicantuk genannt. Das bedeutet immer fließender Fluss, weil der Unterlauf des Hudson den Gezeiten ausgesetzt ist. Alte Leute, die im Winter zuhause blieben, verbrachten ihre Zeit gewöhnlich mit einer Vielzahl verschiedener Handarbeiten. Ältere Männer schnitzten zum Beispiel hölzerne Schüsseln, Mörser und Löffel, während sich ältere Frauen auf die Töpferei, das Flechten von Beuteln, Körben und Matten und das Ausschmücken der Lederkleidung durch Bemalung und rot gefärbte Stachelschweinborsten spezialisiert hatten.

## Geschichte

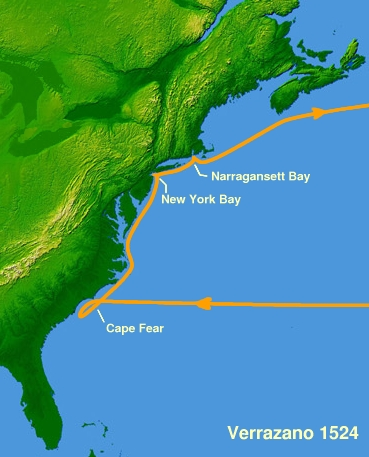
Verrazzanos Reise von 1524.

Giovanni da Verrazzano erkundete 1524 als erster die enge Zufahrt zum New Yorker Hafen, die heute seinen Namen trägt. Seine Begegnung mit den Ureinwohnern war freundlicher Natur, allerdings versuchte er bei seiner Rückfahrt einige von ihnen zu kidnappen. In den nächsten 80 Jahren hatten die Indianer am unteren Hudson River wiederholt mit Engländern und Spaniern Kontakt, die auf ihren Schiffen den Golfstrom entlang der amerikanischen Ostküste aus der Karibik kommend zurück nach Europa fuhren. Die Wappinger und andere Küstenstämme lernten die Europäer zu fürchten, denn diese verschleppten sie als Sklaven auf ihre Schiffe oder stahlen ihre Nahrungsvorräte.

### Niederländer

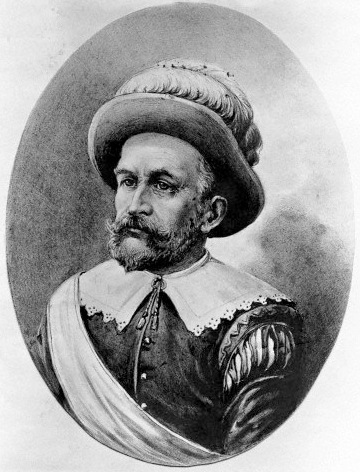
Peter Minuit, Gründer von New York

Im Jahr 1609 segelte Henry Hudson auf der Suche nach der Nordwestpassage mit seinem Schiff Half Moon und 18 Mann Besatzung den Fluss hinauf, der heute seinen Namen trägt, und tauschte bei einigen der dort lebenden Indianer Pelze ein. Als die Nachricht von Hudsons Reise in die Niederlande gelangte, versprachen sich die Amsterdamer Kaufleute hohe Gewinne aus dem lukrativen Pelzhandel. Mehrere konkurrierende Gruppen von Kaufleuten, Reedern und Schiffern schickten in den Jahren nach 1610 Schiffe nach Nordamerika und überboten sich gegenseitig im Preis für die von den Indianern eingehandelten Pelze.
Die Wappinger am unteren Hudson River standen den Niederländern feindlich gegenüber. Diese fuhren deshalb weiter stromauf und bezogen ihre Pelze bei den dort lebenden Stämmen, vor allen Dingen den Mahican und Mohawk. 1613 eröffneten die Niederländer ihren ersten Handelsposten Fort Nassau auf Castle Island südlich des heutigen Albany.
Nach 1610 bemühten sich die Niederländer, ihr Verhältnis zu den Wappingern, Munsee und Metoac zu verbessern. 1626 machte der neue Generaldirektor von Nieuw Nederland, Peter Minuit, den dort lagernden Canarsee ein Kaufangebot für die Insel Manhattan. Die Canarsee waren zwar nicht die Eigentümer dieses Landes, nahmen das Angebot über 60 Gulden trotzdem an, wobei die Indianer den Gegenwert wahrscheinlich in Form von Handelswaren erhielten. Für den legendären Kauf Manhattans durch Peter Minuit gibt es allerdings keine ausreichend gesicherten Beweise. Am südlichen Ende der Insel wurde Fort Amsterdam errichtet und nebenan entstand Nieuw Amsterdam für Farmer, um die Soldaten der Garnison mit Lebensmitteln zu versorgen. Weitere niederländische Siedlungen entstanden am Unterlauf des Hudson, auch auf dem Stammesgebiet der Wappinger. Anders als zu den Mahican blieben die Beziehungen zwischen Niederländern und Wappingern und deren Nachbarn stets angespannt.
Die Kolonie Nieuw Nederland war im Wesentlichen eine private Handelsgesellschaft und wurde von der Niederländischen Westindien-Kompanie (WIC) 1621 gegründet und verwaltet. Nieuw Nederland hatte bis zur Mitte des Jahrhunderts unter einem chronischen Mangel an Siedlern zu leiden, was die Kolonie ihrer Entwicklung hemmte.
Die Handelskompanie versuchte, durch besondere Anreize für Geldgeber die Einwanderungszahl zu vergrößern. Sie ermöglichte einigen ihrer finanzstarken Direktoren den Aufbau einer erblichen Grundherrschaft in Übersee. Die WIC überließ den Grundherren, den sogenannten Patroonen, kleine Einheiten privaten Landbesitzes, auf denen diese weitgehende Rechte, von der Steuererhebung bis hin zur Rechtsprechung, erhielten. Im Gegenzug verpflichtete sich der Patroon, innerhalb von vier Jahren mindestens fünfzig Menschen im Alter von über fünfzehn Jahren auf seinem Besitz anzusiedeln. Doch das Patronatsystem scheiterte, es konnten trotz großzügiger Angebote nicht genügend Einwanderer angeworben werden. Erst als die Kompanie 1639 das Pelzhandelsmonopol aufgab, kamen niederländische Migranten in größerer Anzahl. Dennoch gab es 1643 in Nieuw Nederland weniger als 750 Kolonisten.

### Wappinger-Krieg
Im Jahr 1639 wurde Willem Kieft zum neuen Generaldirektor von Nieuw Nederland ernannt. Er sollte Recht, Ordnung und Moral in der jungen Kolonie wiederherstellen und mehr Profit erwirtschaften. Kieft zeigte wenig Gespür im Umgang mit den Ureinwohnern und durch seine unbarmherzige Härte hatte er sich in kurzer Zeit fast sämtliche Indianer in der Kolonie zu Feinden gemacht.
Die Spannungen verschärften sich und Kieft glaubte schließlich, ein allgemeiner Indianer-Aufstand gegen die niederländischen und englischen Kolonisten würde organisiert. Er befahl deshalb einen Überraschungsangriff auf mehrere Wecquaesgeek-Dörfer, die zur Wappinger-Allianz gehörten. Diese Aktion wurde später als Pavonia-Massaker bekannt. Am 25. Februar 1643 überfielen niederländische Soldaten ein friedliches Wecquaesgeek-Dorf bei der Siedlung Pavonia in der Nähe des heutigen Jersey City und töteten 110 Indianer. Dieses Massaker führte zum Ausbruch des Wappinger-Krieges (1643–1645), der auch Kieft's War genannt wird. Die Wappinger und überlebenden Wecquaesgeek übten Vergeltung und überfielen abgelegene niederländische Farmen und Siedlungen. Die meisten Kolonisten flüchteten nach Fort Amsterdam, wo sich Willem Kieft auf eine längere Belagerung vorbereitete. Der Krieg erreichte nun auch die Stämme auf dem westlichen Long Island. Schließlich vereinigten sich zwanzig kleinere Stämme in der Wappinger-Konföderation im Kampf gegen die Niederländer.
Obwohl heute nur wenig darüber bekannt ist, war der Wappinger-Krieg einer der blutigsten und grausamsten Ausrottungskriege gegen die Indianer. Die teilweise winzigen Stämme der Region waren nicht in der Lage, sich gegen die vereinigte Kampfkraft von niederländischen und britischen Soldaten, sowie Mohegan-Kriegern zu behaupten. Obwohl die Niederländer zu Beginn des Konfliktes fast besiegt waren, änderte sich die Lage entscheidend, als ihnen 1644 zwei Kompanien unter dem Kommando von Captain John Underhill, bestehend aus Mohegan-Scouts und Connecticut-Kolonisten, zu Hilfe eilten. Im selben Jahr erfolgte ein holländisch-englischer Angriff auf ein Dorf der Siwanoy bei Greenwich, bei dem fast 700 Indianer getötet wurden. Am Ende dieses Krieges im Jahr 1645 hatten fast 1.600 Wappinger und indianische Alliierte ihr Leben verloren.
Im April 1644 ersuchten die Sachems der Wappinger und einiger anderer Stämme in Fort Amsterdam um Frieden. Nur die Metoac auf Long Island wollten weiter kämpfen. Durch Vermittlung der Mohawk und Mahican konnte schließlich im August 1644 in Fort Orange ein Friedensvertrag unterzeichnet werden, der die Wappinger und Metoac-Stämme verpflichtete, einen jährlichen Tribut in Form von Wampum an die Mahican leisten. Die Mahican hatten keine eigenen Verluste zu beklagen und der Vertrag von Fort Orange versetzte sie in die Lage, den Wampum-Handel im Westen Long Islands zu kontrollieren. Die Metoac ihrerseits waren in diesem Konflikt nahezu dezimiert worden. Um die Demütigung zu erhöhen, sammelten die Mahican den fälligen Tribut nicht selbst ein, sondern schickten die Wappinger als ihre Eintreiber zu den Metoac. Das Ausbleiben von Zahlungen hatte Überfälle der Wappinger auf Metoac-Dörfer zur Folge, ohne dass die Niederländer einschritten.

### Pfirsich-Krieg
In der Folgezeit vermieden die Wappinger weitere Konflikte mit den Niederländern und 1649 verkauften die Wechquaesgeek ihr Land am nördlichen Ende Manhattans. Trotzdem gab es 1655 noch eine letzte Konfrontation zwischen Wappingern und Niederländern, den sogenannten Pfirsich-Krieg. Ein niederländischer Farmer namens Van Dyke auf Manhattan erschoss eine Wappingerfrau, als sie Pfirsiche in seinem Garten stahl. Über 200 Wappinger-Krieger kamen daraufhin in Kanus den Hudson hinab, um Van Dyke zu töten, wurden jedoch in ein Gefecht mit niederländischem Militär verwickelt. Die Wappinger flüchteten über den Hudson River, vereinigten sich mit den Hackensack und brannten holländische Farmen am westlichen Ufer des Flusses bei Pavonia, auf Staten Island und Hoboken nieder. Am Ende des Krieges hatten 50 Niederländer den Tod gefunden und für 50 weitere gefangene Kolonisten musste Lösegeld gezahlt werden.

### Briten
Als die Regierung in den Niederlanden von Kiefts verheerender Politik und den Massakern Kenntnis erhielt, wurde er 1647 abgelöst und Petrus Stuyvesant zu seinem Nachfolger bestimmt. Die niederländische Kolonie wurde 1664 von den Briten kampflos übernommen und zu Ehren des James, Duke of York, ihres künftigen Königs, in New York umbenannt.
Zwischen 1683 und 1685 verkauften die Wappinger mehr als 40 km ihres Landes östlich des Hudson Rivers. Die meisten Wappinger zogen nach Norden zu den Dörfern der Mahican am Housatonic River im westlichen Connecticut oder zu den Algonkin in Schaghticoke, die dorthin nach dem King Philip’s War geflüchtet waren. Das Dahinschwinden der Wappinger ist typisch für fast alle östlichen Stämme beim Zusammentreffen mit der weißen Zivilisation. Alkoholmissbrauch spielte eine entscheidende Rolle beim sozialen Abstieg vieler Indianer und bei dubiosen Landverkäufen an Weiße. Regelmäßig wiederkehrende Pockenepidemien in den Jahren 1636, 1656 und 1692, sowie die Kolonialkriege zwischen Briten und Franzosen dezimierten die Stämme. Fast zwei Drittel der indianischen Krieger, die freiwillig auf britischer Seite kämpften, verloren ihr Leben.
Kleine Gruppen der Wappinger verließen zu Beginn des 18. Jahrhunderts ihr traditionelles Wohngebiet. Einige zogen nach Norden und siedelten in Schaghticoke am oberen Hudson River oder nach Osten zu den Mahican in Stockbridge (Massachusetts) in Massachusetts. Andere gingen ins nördliche New Jersey zu den dortigen Lenni Lenape. Um 1730 gab es nur noch wenige hundert Wappinger im unteren Hudsontal, die keine Gefahr mehr für ihre weißen Nachbarn darstellten. Christliche Missionare kümmerten sich zunehmend um die Überreste der Stämme im südlichen Neuengland und versuchten, den illegalen Verkauf von Alkohol an Indianer einzudämmen. Die Herrnhuter Brüdergemeine (englisch: Moravian Church) errichteten 1740 eine Mission in Shekomeko, dem heutigen Pine Plains im Bundesstaat New York, für Wappinger und Mahican.

### Kolonialkriege
Im King George’s War (1744–1748) überfielen die mit den Franzosen verbündeten Abenaki aus Kanada weiße Siedlungen in Vermont, New Hampshire und im Hudsontal. Als Reaktion griffen die Kolonisten im Herbst 1745 mehrere friedliche Munsee-Dörfer bei Walden in New York an. Daraufhin flüchteten die überlebenden Wappinger und Munsee nach Pennsylvania. Im Franzosen- und Indianerkrieg (1755–1763) überfielen Abenaki aus Odanak abermals Siedlungen der britischen Kolonisten in Neuengland und nahmen auf dem Rückweg nach Kanada viele der Wappinger-, Mahican- und Munseefamilien mit. Damit wurden auch die verbliebenen Indianer verdächtig, die Franzosen zu unterstützen. Im Dezember 1755 gab es einen Erlass, der die Ureinwohner aufforderte, zur „eigenen Sicherheit“ näher an die weißen Siedlungen zu ziehen. Am 2. März 1756 tötete eine Gruppe weißer Vigilanten unter William Slaughter neun friedliche Munsee. Daraufhin zogen 196 Wappinger und Munsee nach Norden zu den Irokesen, während eine andere Gruppe in die Herrnhuter Missionssiedlungen Friedenshütten und Gnadenhütten in Pennsylvania flüchtete. Eine letzte Gruppe ging nach Stockbridge in Massachusetts und konvertierte unter John Sergeant zum Christentum.

### Migration nach Westen
Im Verlauf des Pontiac-Aufstands (1763–1766) schlossen die Herrnhuter ihre Missionen in Pennsylvania, die dort lebenden Wappinger schlossen sich der allgemeinen Migration nach Westen an und wurden später von den Lenni Lenape absorbiert. Die bei den Irokesen lebenden Wappinger vermischten sich mit den Nanticoke, ihrerseits Flüchtlinge aus Maryland. Im Amerikanischen Unabhängigkeitskrieg (1774–1783) kämpften sie auf der Seite der Briten, mussten 1783 New York verlassen und ins südliche Ontario ziehen. Einige ihrer Nachkommen sind dort heute bei den Delaware of the Thames und der Munsee-Delaware First Nation zu finden.
Das verbliebene Land der Wappinger und Mahican im Duchess und Putnam County in New York wurde 1758 vom Staat konfisziert. Daniel Nimham, der letzte große Sachem der Wappinger, fuhr deshalb nach London, um diese Aktion rückgängig zu machen. Er wurde angehört und zog 1762 in New York vor Gericht, um das ohne Entschädigung enteignete Land zurückzufordern. Die Gerichtsverhandlung wurde durch den Beginn des Unabhängigkeitskriegs unterbrochen.
Im Unabhängigkeitskrieg blieben Wappinger, Mahican und Irokesen zunächst neutral. 1774 schlossen sie sich Hendrick Aupaumut aus Stockbridge an und unterstützten die Amerikaner. Sie kämpften in den meisten großen Schlachten des Krieges. Daniel Nimham und 40 seiner Krieger wurden in der Schlacht von Kingsbridge im August 1778 getötet. Die Hälfte der Wappinger und Mahican im wehrfähigen Alter fiel in diesem Krieg auf der Seite der USA. Als Dank mussten die überlebenden Stammesmitglieder Stockbridge verlassen und siedelten bei den Oneida in New Stockbridge im Bundesstaat New York. In den folgenden Jahren zogen auch die Brothertown-Indianer aus Connecticut und Long Island zu den Oneida. Um 1820 verloren sie ihr Land an weiße Spekulanten und den Staat New York und wurden nach Wisconsin bei Green Bay umgesiedelt.

## Heutige Situation
Im Jahr 1856 kauften die Vereinigten Staaten Land von den Menominee und richteten ein gemeinsames Reservat für die Stockbridge, Brothertown und Munsee ein. Indianische Kleidung, ohnehin auf eine konservative Minderheit beschränkt, verschwand vollständig in den 1870er Jahren. Die letzten Sprecher der Wappinger-Sprache starben in den ersten Jahrzehnten des zwanzigsten Jahrhunderts. Einige Kenntnisse und die Anwendung von Heilkräutern gibt es noch bei älteren Leuten.
Heute ist der Stamm bundesstaatlich unter dem Namen Stockbridge-Munsee Band of Mohican Indians of Wisconsin anerkannt, das von ihnen bewohnte Reservat heißt Stockbridge-Munsee Community und zählte 2.012 Stammesangehörige beim Zensus 2000.
Ein Forstverwaltungsplan sorgt für eine begrenzte Beschäftigung in der Holzindustrie. Handwerkliche Arbeiten, in den Stammeswerkstätten von einigen Handwerkern in Teilzeitarbeit produziert, sorgen für zusätzliches Einkommen. Einige Männer verrichten Farmarbeit in dem Reservat und einige Jobs gibt es beim Handel im Shawano County. Dennoch müssen sich die meisten Stammesmitglieder ihre Arbeit anderswo suchen. Viele junge Leute sind Facharbeiter in Milwaukee und anderen Städten geworden und verbringen nur ihre Wochenenden in dem Reservat. Die Frauen arbeiten bei der Kartoffelernte in Antigo County und gehen anschließend in das Door County als Kirschenpflückerinnen.
Seit der Schließung der indianischen Reservats-Schule im Jahr 1952 gehen die Kinder in Bowler und Gresham zur Schule. Der hohe Grad der Anpassung an den amerikanischen Lebensstil hat sich günstig auf die Beziehungen zur weißen Bevölkerung ausgewirkt und führt zu einer wachsenden Zahl an Eheschließungen zwischen beiden Gruppen. Kinder aus diesen Mischehen, die mindestens ein Viertel Stockbridge-Munsee-Blut besitzen, können die Stammesangehörigkeit erhalten.
Die Stadt Wappinger und das Dorf Wappingers Falls, beide im Bundesstaat New York, wurden nach diesem Volk benannt.